# Bayerisch Gmain
Bayerisch Gmain là một xã ở huyện Berchtesgadener Land bang Bayern nước Đức. Xã Bayerisch Gmain có diện tích 11,4 km², dân số thời điểm ngày 31 tháng 12 năm 2006 là 2990 người.

### Giao thông
Bayerisch Gmain có một nhà ga riêng trên tuyến đường xe lửa Freilassing–Berchtesgaden, từ năm 2006 chạy mỗi giờ một lần, hiện tại là tuyến S4.

## Địa lý
Bayerisch Gmain nằm giữa 2 dãy núi Untersberg và Lattengebirge. Suối Weißbach về phía Đông là ranh giới thiên nhiên và chính trị với xã Großgmain của Áo.